# کلرامبن
کلرامبن (به انگلیسی: Chloramben) یک ترکیب شیمیایی با شناسه پاب‌کم ۸۶۳۰ است. شکل ظاهری این ترکیب، بلور بی‌رنگ است.